# الاستفتاء المغربي 30 مايو 1980
أجر الاستفتاء الذي كان موضوعه تعديل المادة 43 و 95 من الدستور بتاريخ 30 ماي 1980.
واقترح المشورع فيما يخص تعديل المادة 43 رفع سنوات انتداب أعضاء مجلس النواب إلى ست سنوات بدل اربع، واحداث فقرة تخص انتخاب رئيس مجلس النواب واعضاء المكتب في بداية دورة أكتوبر وينتخب الرئيس لمدة ثلاث سنوات وباقي أعضاء المكتب لمدة سنة واحدة، وينتخب المكتب على اساس التمثيل النسبي لكل فريق. بعد ما كان الرئيس ومكتبه ينتخب كل سنة.
اما فيما يخص موضوع تعديل المادة 95 فقد حدفت مدة اربع سنوات من انتداب ثلاث أعضاء معينين بظهير في تشكيلة الغرفة الدستورية. وعدلت بمدة الانتذاب النيابي التشريعي لهؤلاء الاعضاء.

## نتائج الإستفتاء
اعلنت الغرفة الدستورية بالمجلس الاعلى بتاريخ 13 يونيو 1980 رسميا ان النتيجة العامة للاستفتاء حول تعديل المادتين 43و95 من الدستور هي ان الشعب المغربي صادق على التعديل المعروض عليه بنسبة 99.16% من اجمالي الاصوات المعبر عنها وهي كالتالي.